# Ringkjøbing Bank
Ringkjøbing Bank var en dansk bank. I 2007 omsatte banken for 136,3 mio. kr. og beskæftigede 215 medarbejdere.
Banken blev grundlagt i 1872 og havde frem til 2005 kun filialer i Vestjylland, hvoraf den første åbnede i Skjern i 1903. Ringkjøbing Bank fusionerede i 2008 med Vestjysk Bank.